# Viewpoint
Viewpoint est un jeu vidéo de type shoot 'em up en 3D isométrique sorti en 1992 sur borne d'arcade Neo-Geo MVS et sur console Neo-Geo AES, puis sur Neo-Geo CD en 1995 (NGM 051),,,. Le jeu est par la suite porté sur Mega Drive et PlayStation, Saturn, ainsi que sur les systèmes Sharp X68000 et FM Towns.

## Système de jeu
Le jeu s'inspire de Zaxxon.

## Portage
- Sharp X68000
- FM Towns (1993)
- Mega Drive (1994)
- PlayStation (1995)
- Saturn (1996)
- Mega Drive Mini 2 (2022)